# Jesta Digital
La Jesta Digital (originariamente Jamba o Jamba! e, in altri paesi, Jamster; per alcuni anni Fox Mobile Group) è un'azienda di contenuti digitali e per cellulari tedesca.

## Storia
La Jamba venne fondata nel 2000 nel quartiere berlinese di Kreuzberg da due imprenditori che lavoravano nell'industria pornografica. L'azienda fece parlare di sé per le sue aggressive campagne pubblicitarie, diventando pioniera nella distribuzione di servizi per cellulari, in particolar modo le suonerie. L'azienda si promosse con numerose mascot, tra cui Crazy Frog, Schnuffel, Holly Dolly e la talpa Mauli. Nel 2008 la Jamba venne acquisita dalla News Corporation; l'agosto di quell'anno venne rinominata Fox Mobile Group. Nel 2010, la Fox Mobile Group operava in 35 paesi. L'azienda venne rinominata Jesta Digital il dicembre 2010, dopo essere stata acquisita dal Jesta Group. Nel 2013 la Jesta Digital venne citata in giudizio dalla Federal Trade Commission con l'accusa di aver diffuso degli spam sui cellulari facendoli passare per segnalazioni di virus.